# Stazione di Taormina-Giardini
La stazione di Taormina-Giardini è una delle principali stazioni della ferrovia Messina-Siracusa; è posta al km 288+476 della linea.

## Storia

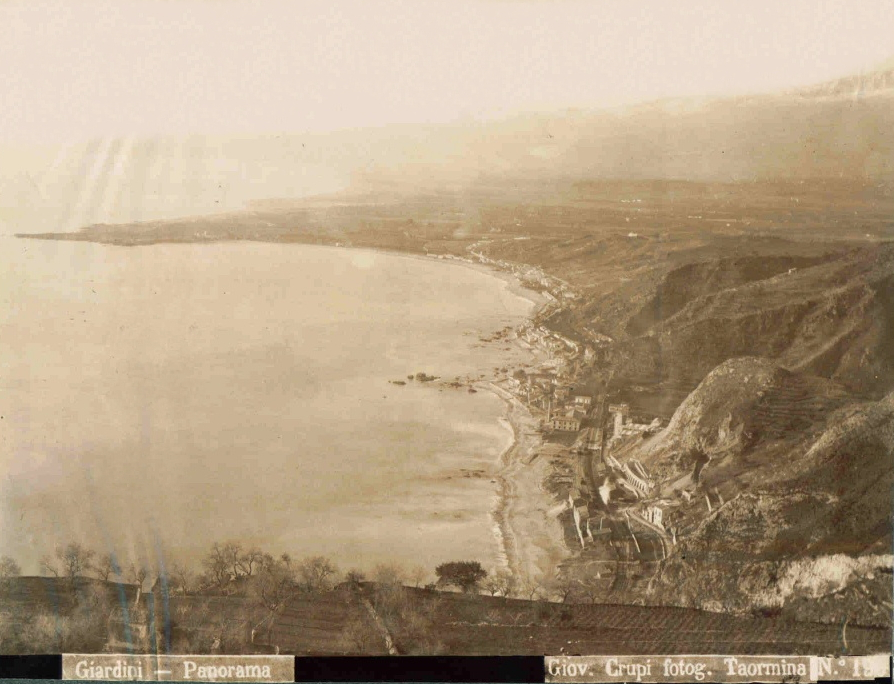
Vista dall'alto dell'antica stazione di Giardini-Taormina alla fine dell'800

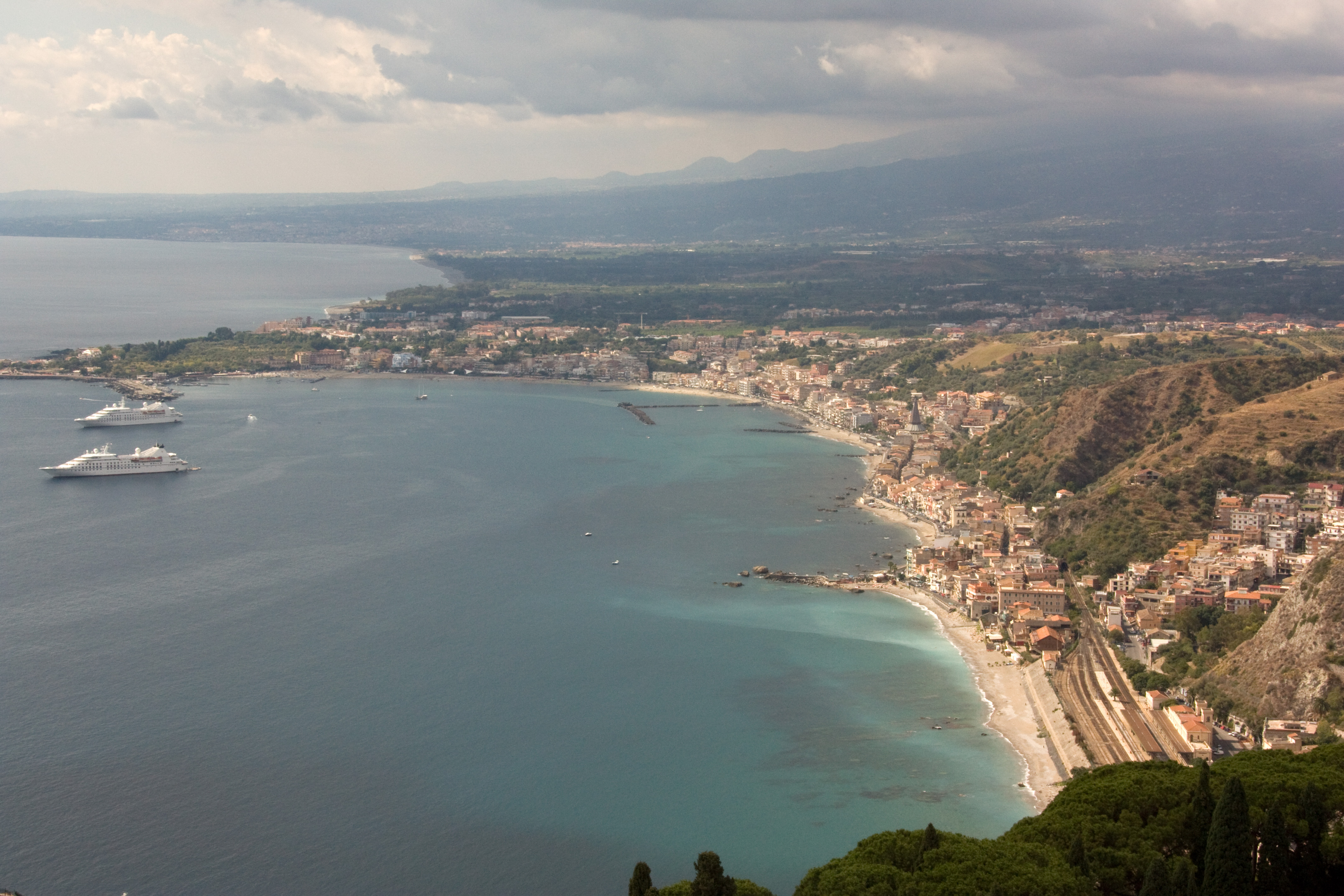
Radice sud della stazione vista dall'alto della rocca di Taormina

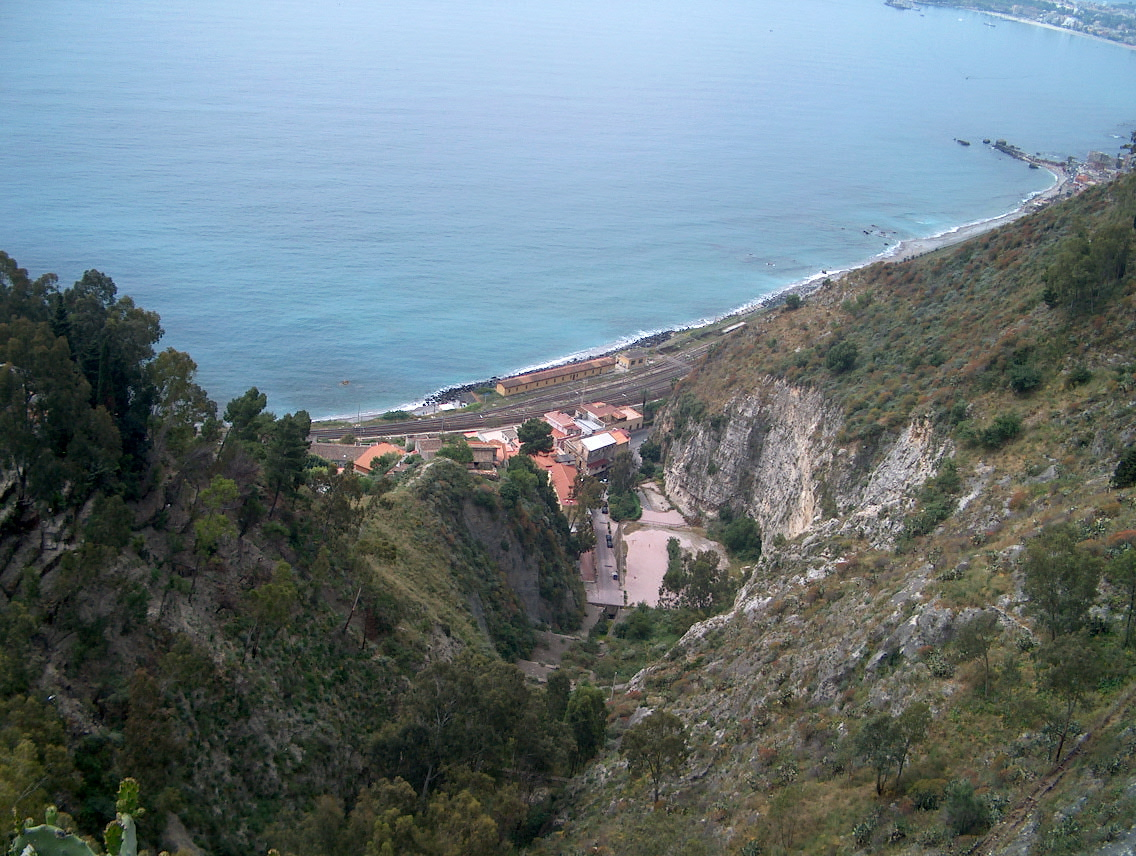
Veduta aerea della stazione dalla città di Taormina

La stazione fu progettata nell'ambito del programma di costruzioni ferroviarie intrapreso dalla Società Vittorio Emanuele in Sicilia che prevedeva di connettere mediante la strada ferrata l'estremo lembo nord della Sicilia e il porto di Messina alle zone produttive della costa orientale jonica. La stazione venne costruita nello spazio tra due gallerie nella zona sottostante l'abitato di Taormina, adiacente alla Strada Statale 114 (orientale sicula), circa un km prima dell'inizio dell'abitato di Giardini, nella frazione di Villagonia; prese il nome della località più vicina, Giardini, ma presto vi venne aggiunto quello di Taormina più distante ma nel cui comune ricadeva il fabbricato viaggiatori, in origine una piccola costruzione dall'aspetto modesto sia per dimensioni che per qualità dei servizi offerti.
Venne inaugurata il 12 dicembre 1866, contestualmente all'apertura all'esercizio del tronco ferroviario Messina-Giardini della ferrovia Messina-Siracusa, il cui secondo tratto venne inaugurato l'anno dopo. Il 3 gennaio 1867 veniva infatti collegata alla stazione di Catania.
A causa delle difficoltà economiche della società Vittorio Emanuele a metà degli anni settanta del XIX secolo la gestione degli impianti venne demandata temporaneamente alla Società Italiana per le Strade Ferrate Meridionali fino al 1885 anno in cui, in seguito alla ripartizione delle ferrovie italiane in tre grandi reti, venne assunta dalla Società per le strade ferrate della Sicilia in quanto parte della Rete Sicula. Nel 1905 venne infine riscattata, assieme alla linea, dalle neo-costituite Ferrovie dello Stato.
Nella metà degli anni venti del XX secolo le Ferrovie dello Stato intrapresero un programma di potenziamento delle infrastrutture ferroviarie e tra queste vi fu la stazione che venne interamente ricostruita. L'incarico di approntarne il progetto fu demandato all'architetto Roberto Narducci. I lavori di ampliamento della stazione al tempo ancora un semplice raddoppio previdero tra l'altro anche l'esproprio del castello di Villagonia dimora della nobile famiglia dei San Martino, principi del Pardo, duchi di Montalbano e Santo Stefano di Briga che sorgeva sulla riva del mare nell'area in parte utilizzata per la realizzazione della nuova stazione ferroviaria. Assieme al castello venne demolita anche la cappella della Madonna di Porto Salvo. L'edificio venne realizzato tra 1926 e 1928 anno nel quale fu inaugurata la stazione che assunse il nome definitivo di Taormina-Giardini.
Durante la guerra la stazione venne bombardata dagli alleati.
Dal 1959 al 1994 la stazione fu origine dei treni per Randazzo via valle dell'Alcantara. È prevista la dismissione della stazione in conseguenza della realizzazione di una fermata "Taormina" in sede differente sulla tratta a doppio binario, in totale variante in galleria, che sostituirà il panoramico ma tortuoso tratto costiero.
L'intenzione di procedere alla demolizione della stazione successivamente alla realizzazione della tratta in variante a doppio binario e della nuova fermata in località Trappitello ha suscitato numerose prese di posizione tra le quali quella della Soprintendenza ai Beni Culturali.

## Architettura

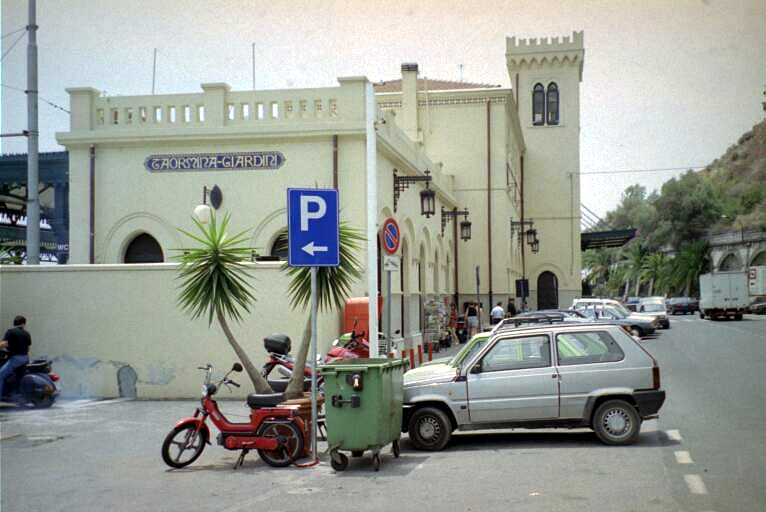
Il fabbricato viaggiatori in una fotografia del 2007

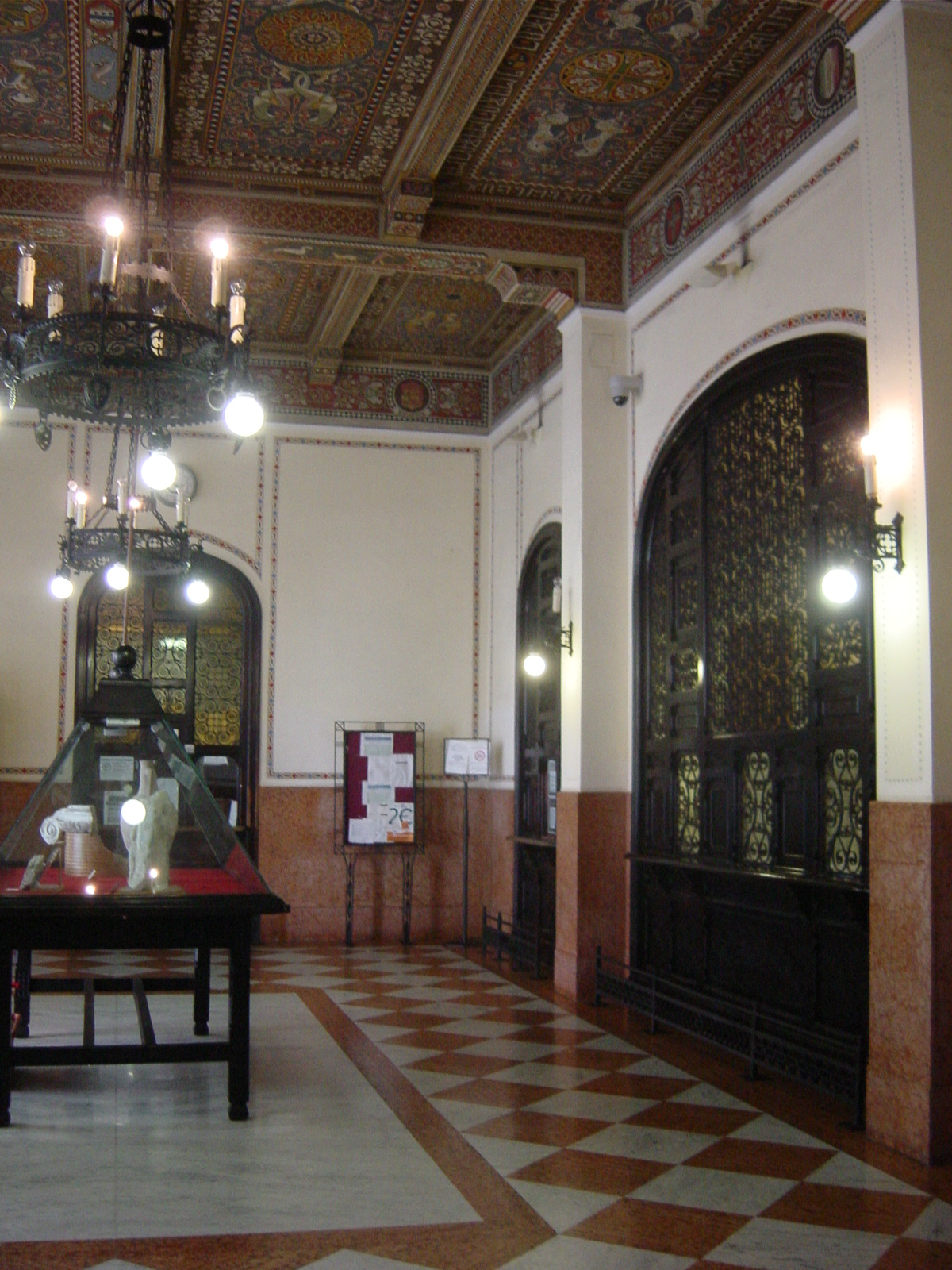
Atrio e biglietteria della stazione ferroviaria, decorazioni

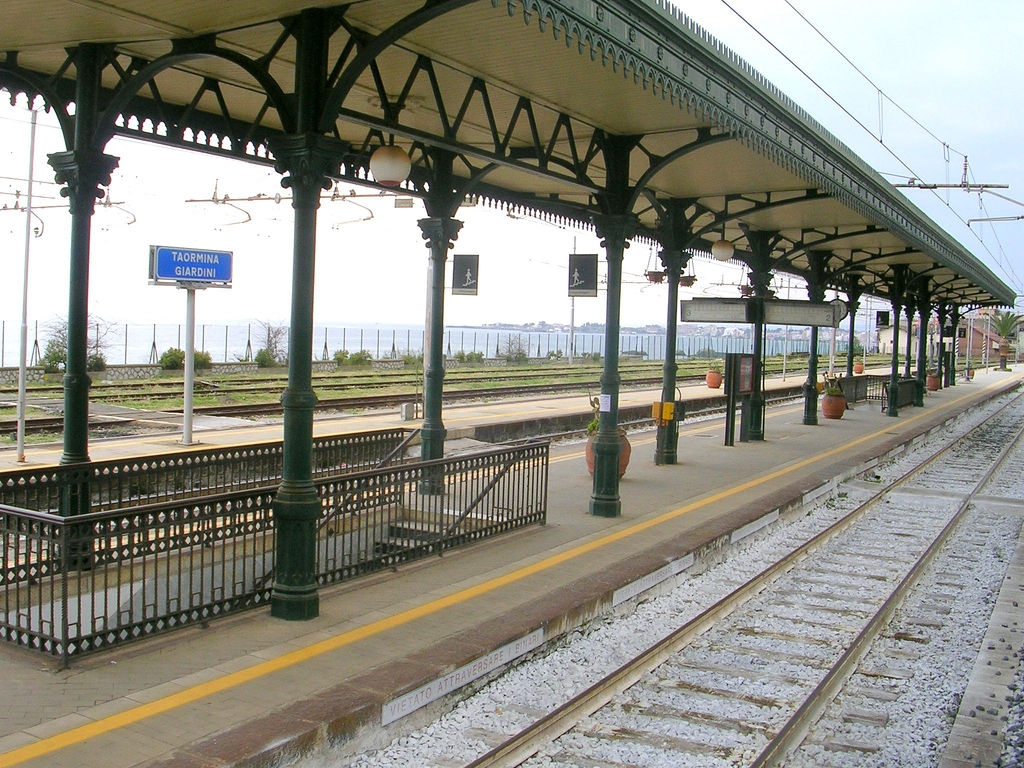
Particolare delle pensiline

La stazione di Taormina-Giardini consiste di un pregevole fabbricato in stile neogotico con un corpo centrale elevato a due piani, affiancato da due corpi laterali allungati. La facciata esterna è arricchita nel corpo centrale da due torri merlate simmetricamente disposte rispetto al corpo centrale. L'ingresso è protetto da una tettoia artistica in ferro battuto. Il disegno riprende elaborandoli i motivi architettonici del demolito castello di Villagonia. Le finestrature ad arco e sesto acuto riprendono motivi del passato medievale riconducibili al gotico catalano-siculo.
Le sale interne sono arredate con mobili in legno scuro in stile siciliano di fine Ottocento. Le pareti e i soffitti degli ambienti della stazione sono impreziositi da affreschi e decorazioni a rilievo del palermitano Salvatore Gregorietti che ne curò anche la realizzazione di vetrate e arredi in ferro battuto.
La stazione risulta armonicamente inquadrata nel paesaggio circostante posta com'è ai piedi della rocca di Taormina, su un terrapieno affacciato sulla suggestiva baia di Giardini-Naxos.

## Strutture e impianti

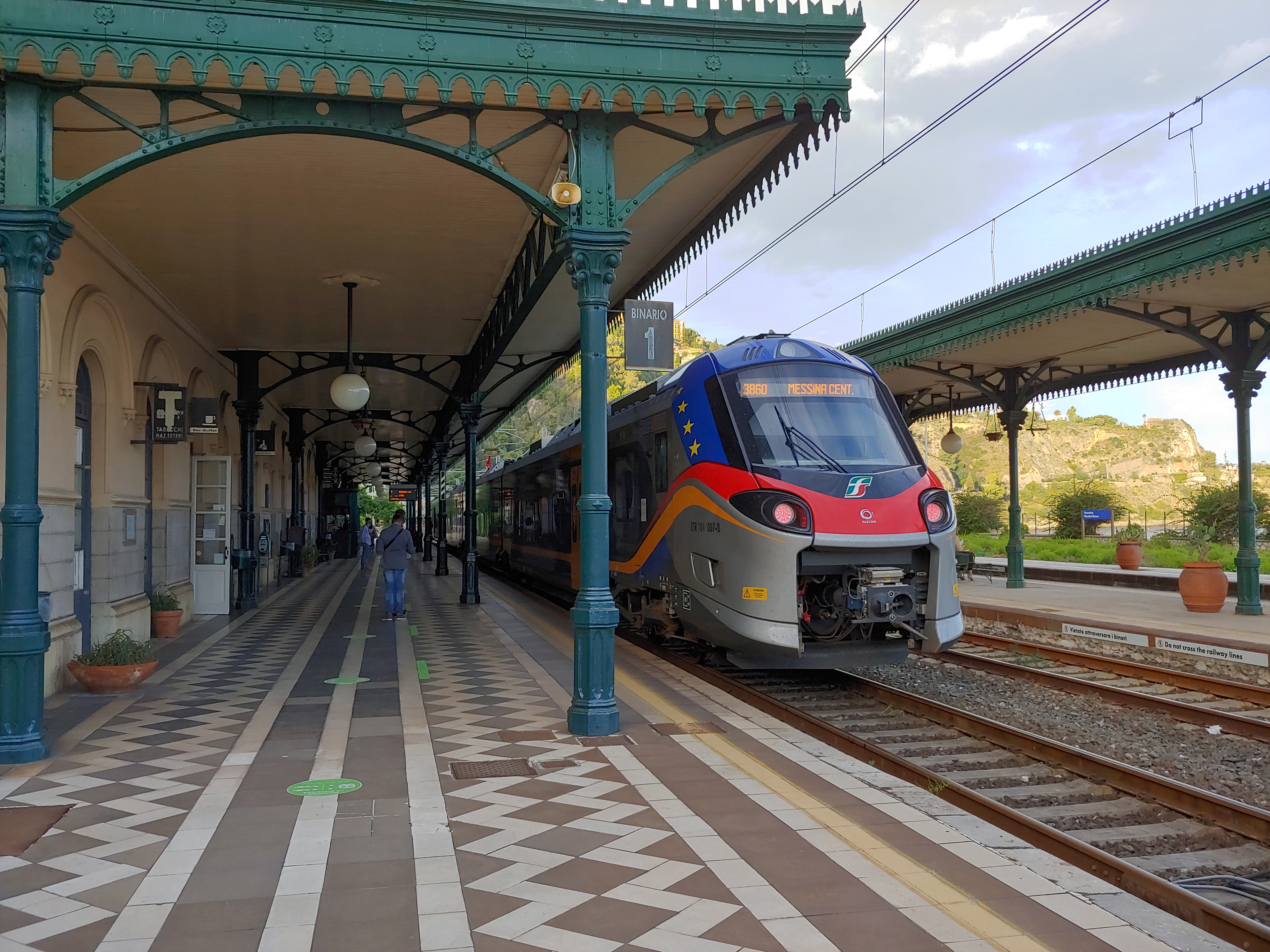
Il treno regionale 3860 alla stazione di Taormina-Giardini, 26 settembre 2020

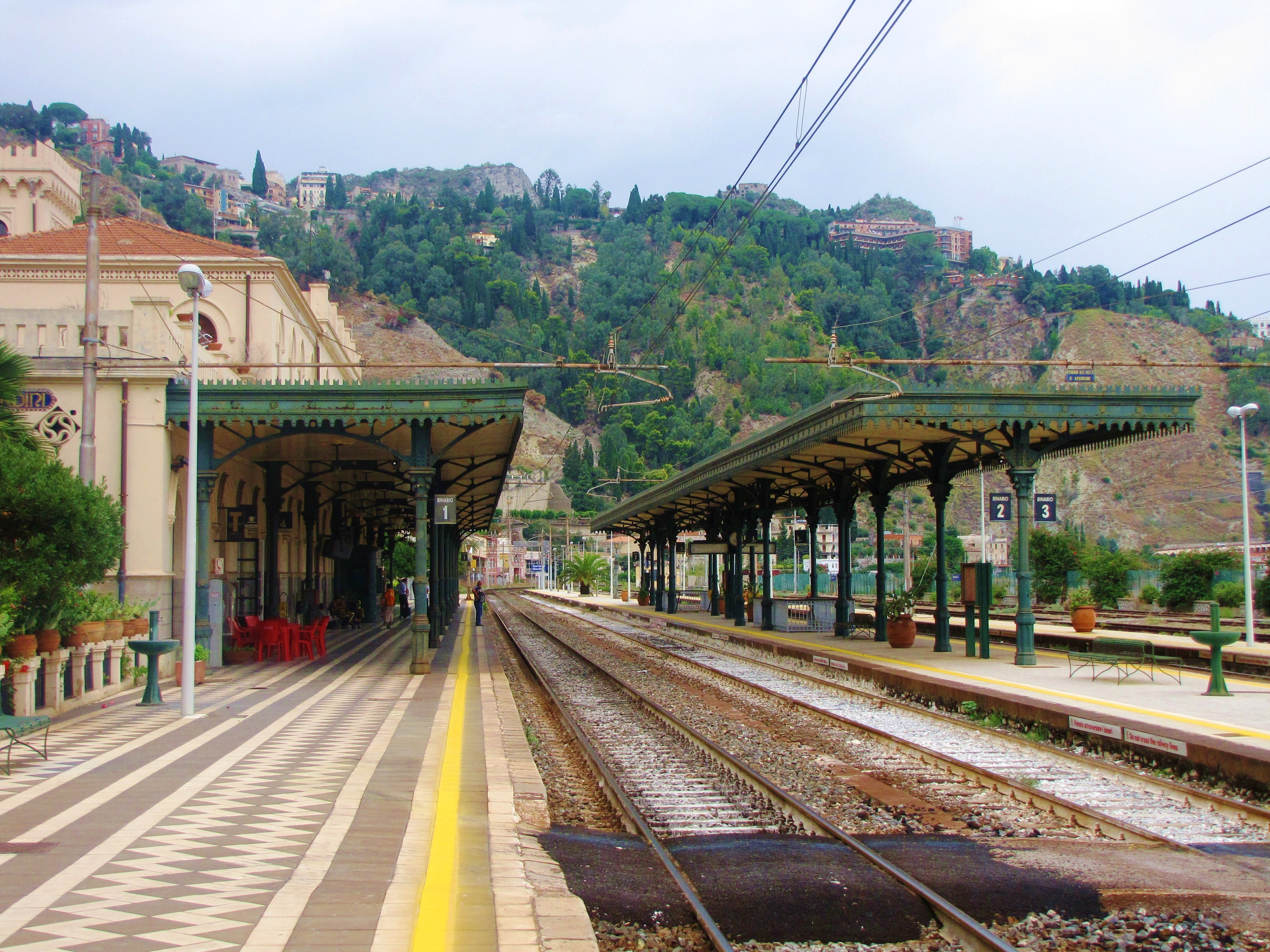
Vista interna della stazione

La stazione è posta quasi a metà percorso tra Messina e Catania, sul tratto a semplice binario dell'importante collegamento ferroviario della regione. Il fabbricato viaggiatori è posto in posizione quasi simmetrica rispetto al fascio binari dal lato monte rispetto ad esso. Sono presenti due colonne idrauliche per il rifornimento delle macchine a vapore.
Il fascio binari comprende tre binari per servizio viaggiatori; i marciapiedi sono collegati da sottopassaggio e muniti di pensiline tipicamente ferroviarie in ferro con colonne portanti in ghisa con capitello. Il primo binario è quello di corretto tracciato; da esso diramano successivamente il secondo, il terzo e un fascio di binari per servizio merci e di ricovero.
Esiste anche un fascio di binari tronchi per carico e scarico posto a nord del fabbricato dotato di magazzino merci e ponte a bilico da 40 t e 6 m di lunghezza; il piazzale è in parte utilizzato come parcheggio scambiatore.
Nel corso dei lavori di riadattamento funzionale ("rete snella") della linea ferroviaria Messina-Siracusa RFI ha disattivato i collegamenti relativi al fascio merci della stazione; è stato attivato inoltre un banco ACEI atto ad operare in telecomando DCO.

## Movimento
Vi hanno sempre avuta fermata tutte le categorie di treni viaggiatori.
Nel 1938 la stazione era sede di fermata di 9 treni accelerati provenienti da Messina, di 3 treni diretti con carrozze provenienti dal continente e di 3 treni rapidi effettuati con automotrici ALn 56 di cui due in prosecuzione fino alla stazione di Siracusa Marittima; in senso inverso vi fermavano 4 treni accelerati provenienti da Catania e 2 provenienti da Siracusa, 4 treni diretti di cui 3 in prosecuzione verso il continente e 3 treni rapidi di cui uno originario da Catania centrale. Nella stazione di Taormina-Giardini avevano origine due treni accelerati e un treno rapido per Messina e un accelerato serale per Siracusa; vi terminavano la corsa due accelerati, un misto e un rapido provenienti da Messina.
L'orario ufficiale del 1975 riportava ancora la fermata di 10 treni in servizio locale, di 10 espressi (dei quali 3 periodici) e di 2 diretti provenienti dal continente o coincidenti ma aventi origine a Messina e di un treno rapido proveniente da Roma Termini. In senso inverso i treni aventi fermata erano 7 locali, uno diretto e 7 di categoria espresso (di questi 3 erano periodici). Avevano origine a Taormina-Giardini, 4 treni locali per Messina e 2 per Catania.
Nel 2014 nell'impianto fermano i treni viaggiatori regionali operati da Trenitalia nell'ambito del contratto di servizio previsto per la Regione Siciliana: il servizio offre la fermata di 20 treni regionali feriali provenienti da Messina e in prosecuzione e vi hanno origine 2 treni per Catania. In senso inverso i treni regionali che vi effettuano fermata sono 20. Vi fermano anche due coppie di Intercity e tre coppie di ICN in arrivo dal continente e in prosecuzione per Catania e Siracusa e viceversa.
Il movimento merci fu sostenuto agli inizi del Novecento anche per la presenza di uno stabilimento di produzione di calce idraulica nelle immediate vicinanze ma decadde inesorabilmente a partire dagli anni settanta. La decisione di sopprimere i servizi a carro e collettame attuata dalle FS portò infine alla sua soppressione.

## Servizi
- Biglietteria a sportello
- Biglietteria automatica
- Sala d'attesa
- Ufficio informazioni turistiche
- Posto di Polizia ferroviaria
- Servizi igienici
- Bar
- Ristorante

## Interscambi
- Fermata autobus
- Stazione taxi

## Nel cinema
La stazione di Taormina-Giardini è stata ripresa in molti film, tra cui: Il piccolo diavolo (1988) di Roberto Benigni, Il padrino - Parte III (1990) di Francis Ford Coppola, Le Grand Bleu (1988) di Luc Besson, Visioni private (1988) di Francesco Calogero, Donald Ranvaud e Ninni Bruschetta, L'altro piatto della bilancia (1972) di Mario Colucci, Made in Italy (1965) di Nanni Loy.